# Hintere Kendlspitze
Die Hintere Kendlspitze ist ein 3080 m ü. A. hoher Berggipfel der Granatspitzgruppe in Osttirol. Der Berggipfel wurde erstmals am 14. Juli 1927 von R. Gerin und G. Hecht über die Südwestflanke bzw. den Nordgrat begangen.

## Lage

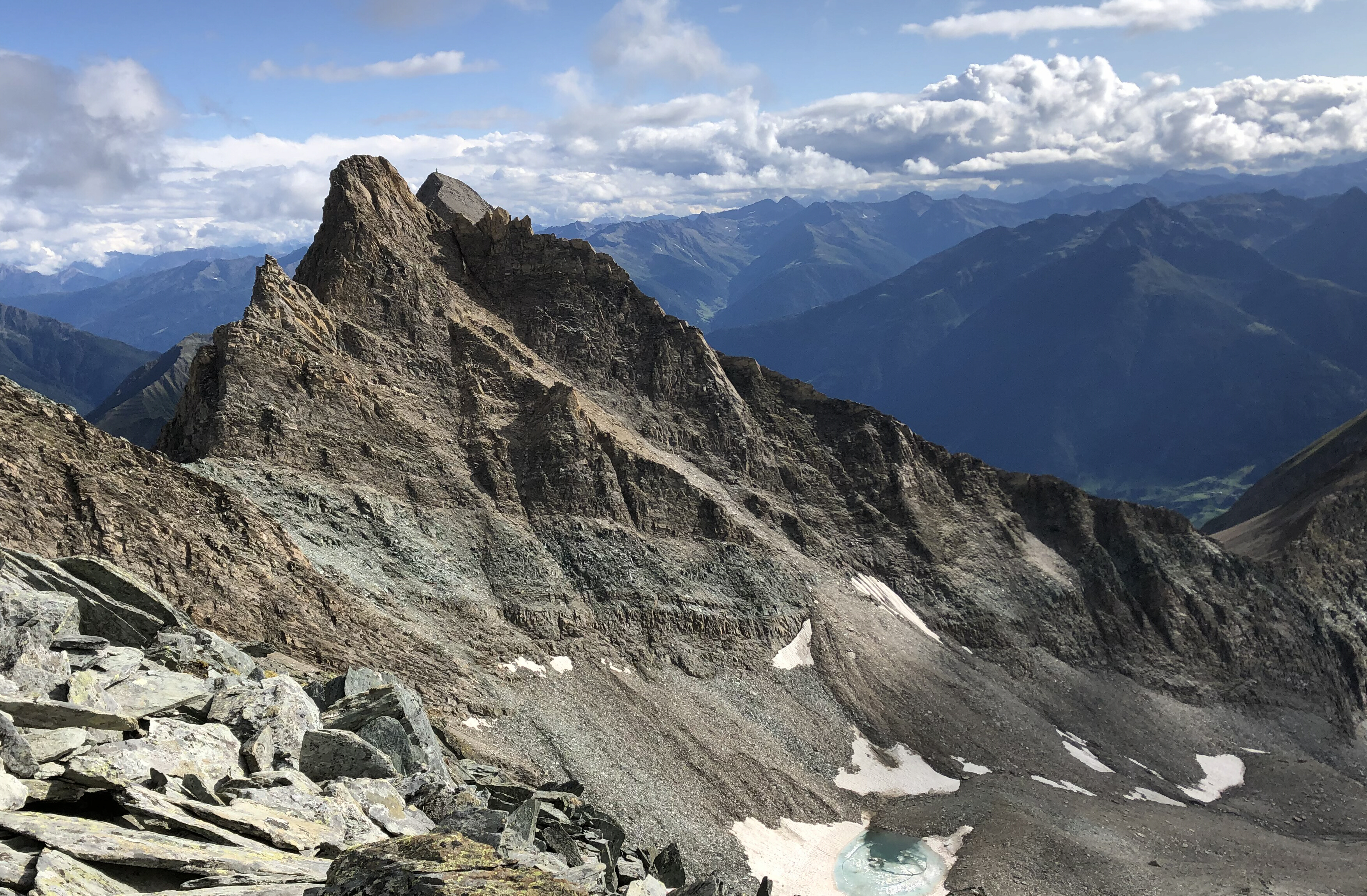
Hintere und Vordere Kendlspitze (von links nach rechts, gesehen vom Gradötz, rechts unten die Dürrenfeldscharte)

Die Hintere Kendlspitze liegt im Gradötzkamm im äußersten Süden der Granatspitzgruppe in der Kernzone des Nationalparks Hohe Tauern im Norden der Gemeinde Matrei in Osttirol bzw. des Bezirks Lienz. Ber Berg befindet sich zwischen der Vorderen Kendlspitze (3085 m ü. A.) im Süden und der Stellachwand (3060 m ü. A.) im Norden, wobei zwischen Stellachwand und Hinterer Kendlspitze die Graue Scharte (2971 m ü. A.) liegt. Westlich der Kendlspitze liegt das durch einen Wanderweg erschlossene Dürrenfeld, östlich das Kendlkar. Der Westgrat leitet hinab in die Dürrenfeldscharte. Nächstgelegenes Tal ist das westlich gelegene Kalser Dorfertal, südwestlich liegt das Quellgebiet des Bretterwandbaches.

## Aufstiegsmöglichkeiten

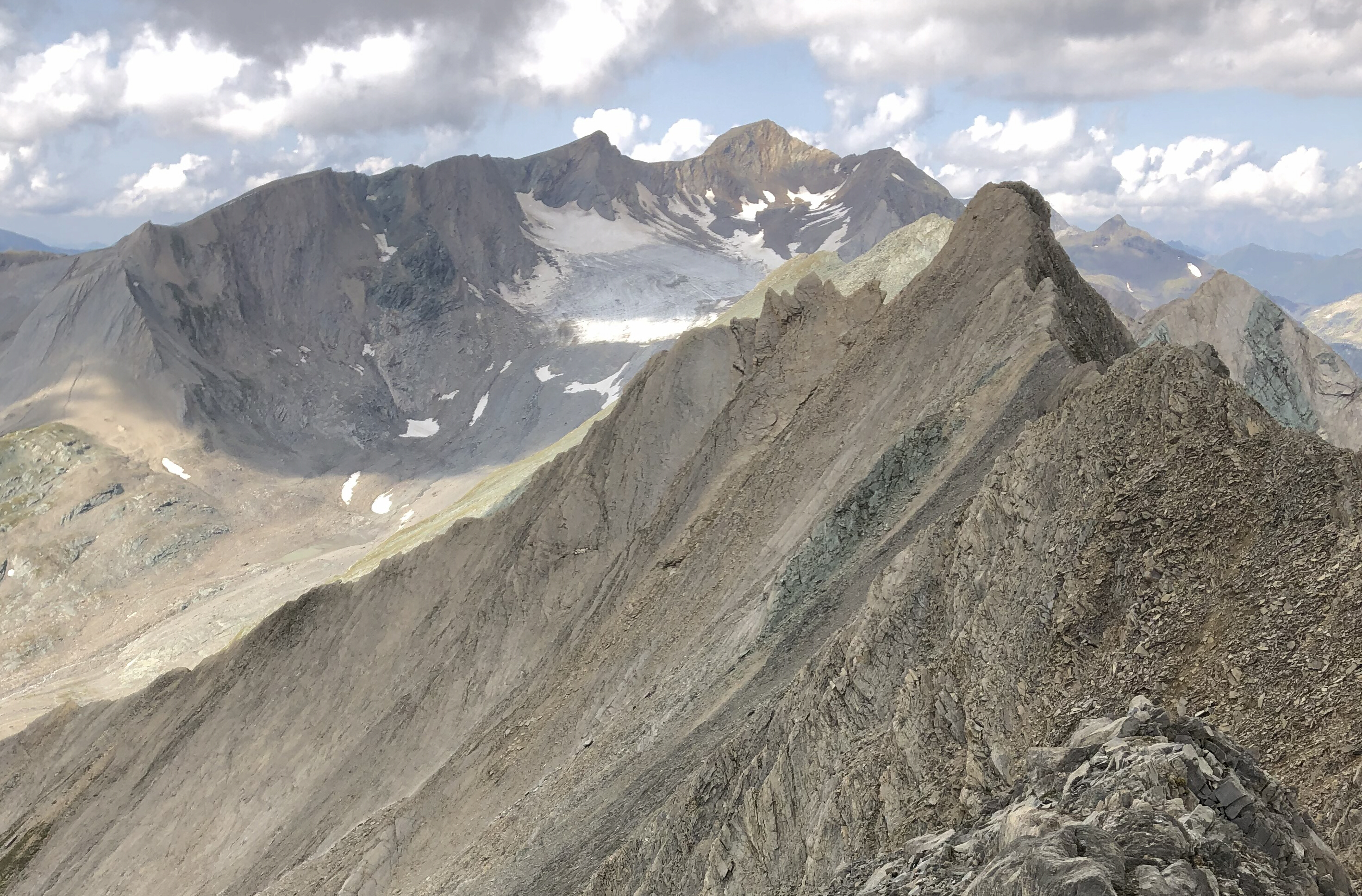
Gipfelaufbau der Hinteren Kendlspitze von Südwesten, dahinter die Wellachköpfe sowie der Kleine und Große Muntanitz mit dem Gradötzkees

Im Gegensatz zur Vorderen Kendlspitze führt auf den nördlichen Nachbargipfel keine markierte oder versicherte Route. Der Normalweg auf die Hintere Kendlspitze führt vom Kals-Matreier-Törl-Haus westlich an der Blauspitze und am Brunnerkogel vorbei bis ins Dürrenfeld. Danach folgt der Aufstieg weglos über die Südwestflanke mit Felszonen auf einen schmalen Gipfelgrat, auf dem man nach einer kleinen Scharte den Gipfelpunkt erreicht (II). Mit dem Aufstieg aus der Grauen Scharte über den Nordgrat (II) oder dem Gratübergang über den Südgrat zur Vorderen Kendlspitze (II) bestehen neben dem Normalweg weitere Varianten. Der Abstieg kann zudem über die Nordostwand erfolgen (III). Der kürzeste Zusieg ist von der Sudetendeutschen Hütte aus möglich, die auch als Stützpunkt dient. Wird über die Südwestflanke auf dem markierten alpinen Steig der zur Vorderen Kendlspitze hinaufführt aufgestiegen und der Gipfel über den Südgrat erstiegen (siehe Foto), so ist es möglich ohne größeren Abstieg auch die Vordere Kendlspitze über deren markierten Nordgrat zu ersteigen.